# 改造 (雑誌)

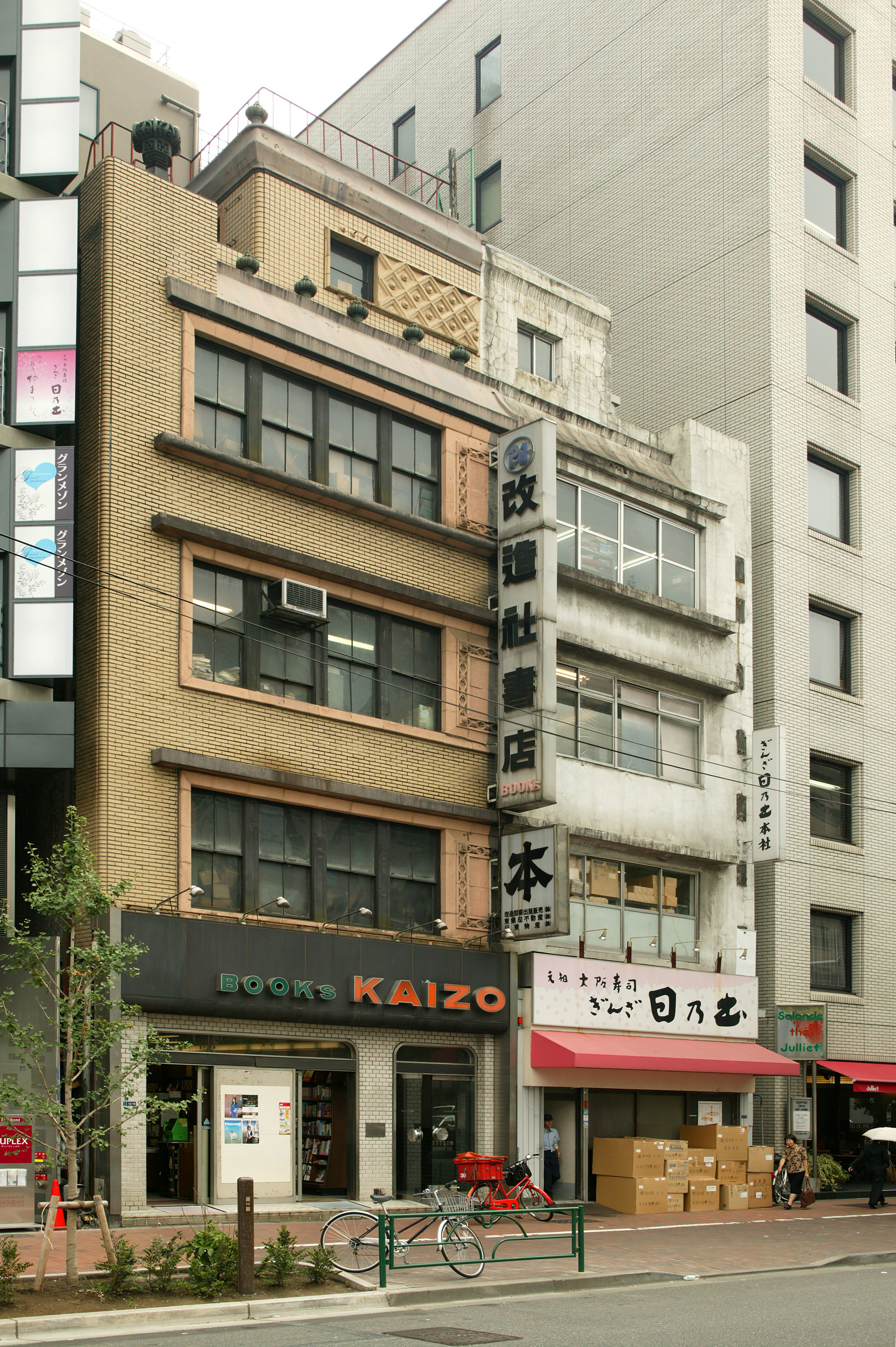
銀座改造社ビル
2007年（平成19年）

『改造』（かいぞう）は、大正から昭和にかけて日本で発行されていた、社会主義的な評論を多く掲げた日本の総合雑誌。1919年（大正8年）創刊、1955年（昭和30年）廃刊。

## 歴史
第一次世界大戦後の1919年（大正8年）、山本実彦が社長を務める改造社から刊行された。主に労働問題、社会問題の記事で売れ行きを伸ばした。当時はロシア革命が起こり、日本の知識人も社会問題や社会主義的な思想に関心を寄せるようになった時期であり、初期アナキストの佐藤春夫、キリスト教社会主義者の賀川豊彦、経済学者の河上肇、社会主義者の山川均などの論文を掲載した。
小説では幸田露伴『運命』、谷崎潤一郎『卍』、志賀直哉『暗夜行路』の連載などがある。また改造誌上にて当代を代表する谷崎潤一郎と芥川龍之介の文豪同士の「小説の筋の芸術性」をめぐる文学論争が繰り広げられることになり、文壇問わず注目される展開となった。文学面でも単なる文芸誌以上の内容の重厚さを見せる『改造』が支持され、より売上を伸ばす結果となった。
1922年（大正11年）、物理学者のアルバート・アインシュタインを日本に招待し、ノーベル賞受賞発表の7日後神戸に到着し、日本で講演を行った。この内、慶應義塾大学での講義を、通訳を務めた物理学者の石原純が要約し、これを翌年1月号に発表した。
1926年（大正15年）、7月までに藤森成吉の戯曲「犠牲」が上演禁止となり、それを掲載した改造（出版日不詳）も発売禁止となった。
1927年（昭和2年）8月号で創刊十周年懸賞創作募集を告知、1939年まで10回にわたって実施した（1935年まで年1回、以後2年に1回）。
1929年8月号に懸賞文芸評論1等当選作宮本顕治「『敗北』の文学」、9月号に2等当選の小林秀雄「様々なる意匠」を掲載した。
1927年（昭和2年）9月号では、中里介山の小説『夢殿』の一部内容がタブーに触れたため、尊厳冒涜を理由に雑誌自体が発売禁止処分を受けた。これは内務省が出版物の原稿段階の内閲（検閲）を廃止していた期間の発禁第一号となった。後に9月号は、当該箇所を切り取り「昭和二年九月二日発行号外、創作欄（自第二一頁至第四〇ページ）削除、改訂版」と明示した紙を貼付した上で発行が認められている。
第二次世界大戦中の1942年（昭和17年）、8月号と9月後に掲載した細川嘉六の論文「世界史の動向と日本」が、陸軍報道部長の谷萩那華雄から日本読書新聞の書評で「共産主義宣伝」と指弾され、やまと新聞がそれをあおる報道を繰り返す。該当の号は遡って内務省情報局から発禁処分を受け、細川は谷萩の書評掲載と同日に警視庁により検挙された。『改造』は編集長と担当編集者が退社、編集部員も入れ替えられたとされる。これを境に『改造』は体制迎合的な論調へと変じるも、1944年（昭和19年）に廃刊となる。第二次世界大戦後の1946年（昭和21年）に復刊するが、経営は思わしくなく、1952年（昭和27年）山本の死去により急速に衰え、労働争議の末、1955年（昭和30年）2月号をもって廃刊。同年、元編集長の原勝が、三木武吉の保守合同をなそうとする意図および、それに対する保守党領袖の反応を詳細に分析してアメリカ合衆国国務省に知らせている。
版元の改造社は、現在では改造社書店、改造図書出版販売株式会社として複数店舗で書籍の販売業などを営んでいるが、書籍の編集、出版はおこなっていない。

## 改造社
- 1919年（大正8年） - 総合雑誌『改造』創刊。
- 1921年（大正10年） - イギリスの著名な論理学者バートランド・ラッセルを日本に招聘。
- 1922年（大正11年） - アルベルト・アインシュタインを日本に招聘する。
- 1926年（大正15年） - 『現代日本文学全集』を1冊1円で発売し、円本ブームを起こす。
- 1929年（昭和4年） - 岩波文庫に対抗して改造文庫を発刊。
- 1933年（昭和8年） - 『文藝』を創刊。
- 1944年（昭和19年） - 解散、『文藝』を河出書房に売却。
- 1946年（昭和21年） - 再建、西田義郎が『改造』編集長となる。
- 1952年（昭和27年） - 創業者の山本実彦が死去。
- 1954年（昭和29年） - 佐々木績が『改造』編集長となる。
- 1955年（昭和30年） - 倒産。

## 読者数
愛読月刊誌ランキング
| 実施年 | 世界       | 中央公論 | 改造     | 文藝春秋 |
| ------ | ---------- | -------- | -------- | -------- |
| 1947   | 調査無し   | 調査無し | 調査無し | 調査無し |
| 1948   | 24位       | 14位     | 15位     | 8位      |
| 1949   | ランク圏外 | 12位     | 13位     | 8位      |
| 1950   | 26位       | 10位     | 12位     | 3位      |
| 1951   | 23位       | 11位     | 13位     | 1位      |
| 1952   | 21位       | 9位      | 13位     | 2位      |
| 1953   | 16位       | 11位     | 17位     | 2位      |
| 1954   | 15位       | 11位     | 19位     | 2位      |
| 1955   | 15位       | 12位     | 廃刊     | 2位      |
| 1956   | 18位       | 12位     | 廃刊     | 2位      |
| 1957   | 18位       | 11位     | 廃刊     | 2位      |
| 1958   | ランク圏外 | 12位     | 廃刊     | 3位      |
| 1959   | 19位       | 10位     | 廃刊     | 3位      |
| 1960   | 19位       | 9位      | 廃刊     | 2位      |
| 1961   | 19位       | 15位     | 廃刊     | 2位      |
| 1962   | 19位       | 11位     | 廃刊     | 2位      |
| 1963   | 29位       | 12位     | 廃刊     | 2位      |
| 1964   | 20位       | 10位     | 廃刊     | 2位      |
| 1965   | 23位       | 12位     | 廃刊     | 1位      |
| 1966   | 19位       | 9位      | 廃刊     | 1位      |
| 1967   | 17位       | 10位     | 廃刊     | 1位      |
| 1968   | 21位       | 10位     | 廃刊     | 1位      |
| 1969   | 調査無し   | 調査無し | 廃刊     | 調査無し |
| 1970   | 25位       | 25位     | 廃刊     | 1位      |
| 1971   | 23位       | 13位     | 廃刊     | 1位      |
| 1972   | 27位       | 12位     | 廃刊     | 2位      |
| 1973   | 29位       | 14位     | 廃刊     | 1位      |
| 1974   | ランク圏外 | 17位     | 廃刊     | 1位      |
| 1975   | 調査無し   | 調査無し | 廃刊     | 調査無し |
| 1976   | 調査無し   | 調査無し | 廃刊     | 調査無し |
| 1977   | 調査無し   | 調査無し | 廃刊     | 調査無し |
| 1978   | 調査無し   | 調査無し | 廃刊     | 調査無し |
| 1979   | 調査無し   | 調査無し | 廃刊     | 調査無し |
| 1980   | 調査無し   | 調査無し | 廃刊     | 調査無し |
| 1981   | 調査無し   | 調査無し | 廃刊     | 調査無し |
| 1982   | 調査無し   | 調査無し | 廃刊     | 調査無し |
| 1983   | 調査無し   | 調査無し | 廃刊     | 調査無し |
| 1984   | 調査無し   | 調査無し | 廃刊     | 調査無し |
| 1985   | 調査無し   | 調査無し | 廃刊     | 調査無し |
| 1985   | 調査無し   | 調査無し | 廃刊     | 調査無し |

| 実施年 | 世界       | 中央公論   | 改造 | 文藝春秋 |
| ------ | ---------- | ---------- | ---- | -------- |
| 1947   | 2位        | 3位        | 5位  | 6位      |
| 1948   | 13位       | 15位       | 12位 | 7位      |
| 1949   | 22         | 12位       | 13位 | 8位      |
| 1950   | 26位       | 10位       | 13位 | 3位      |
| 1951   | 22位       | 12位       | 14位 | 2位      |
| 1952   | ランク圏外 | 9位        | 14位 | 1位      |
| 1953   | 18位       | 12位       | 19位 | 3位      |
| 1954   | 16位       | 12位       | 18位 | 3位      |
| 1955   | 18位       | 13位       | 廃刊 | 3位      |
| 1956   | 20位       | 12位       | 廃刊 | 3位      |
| 1957   | 19位       | 12位       | 廃刊 | 3位      |
| 1958   | ランク圏外 | 12位       | 廃刊 | 4位      |
| 1959   | 20位       | 10位       | 廃刊 | 4位      |
| 1960   | 20位       | 10位       | 廃刊 | 2位      |
| 1961   | 19位       | 11位       | 廃刊 | 2位      |
| 1962   | 22位       | 12位       | 廃刊 | 2位      |
| 1963   | 33位       | 13位       | 廃刊 | 2位      |
| 1964   | 22位       | 12位       | 廃刊 | 1位      |
| 1965   | 23位       | 12位       | 廃刊 | 1位      |
| 1966   | 22位       | 10位       | 廃刊 | 1位      |
| 1967   | 18位       | 10位       | 廃刊 | 1位      |
| 1968   | 24位       | 9位        | 廃刊 | 1位      |
| 1969   | 22位       | 9位        | 廃刊 | 1位      |
| 1970   | 27位       | 17位       | 廃刊 | 1位      |
| 1971   | 27位       | 12位       | 廃刊 | 1位      |
| 1972   | 27位       | 15位       | 廃刊 | 2位      |
| 1973   | 31位       | 11位       | 廃刊 | 1位      |
| 1974   | ランク圏外 | 18位       | 廃刊 | 1位      |
| 1975   | 37位       | 17位       | 廃刊 | 1位      |
| 1976   | 50位       | 27位       | 廃刊 | 1位      |
| 1977   | 47位       | 16位       | 廃刊 | 1位      |
| 1978   | ランク圏外 | 27位       | 廃刊 | 1位      |
| 1979   | 調査無し   | 調査無し   | 廃刊 | 調査無し |
| 1980   | 調査無し   | 調査無し   | 廃刊 | 調査無し |
| 1981   | ランク圏外 | 21位       | 廃刊 | 1位      |
| 1982   | ランク圏外 | 35位       | 廃刊 | 1位      |
| 1983   | ランク圏外 | ランク圏外 | 廃刊 | 1位      |
| 1984   | ランク圏外 | 39位       | 廃刊 | 1位      |
| 1985   | ランク圏外 | ランク圏外 | 廃刊 | 1位      |
| 1985   | ランク圏外 | ランク圏外 | 廃刊 | 1位      |